# Madlitz-Wilmersdorf

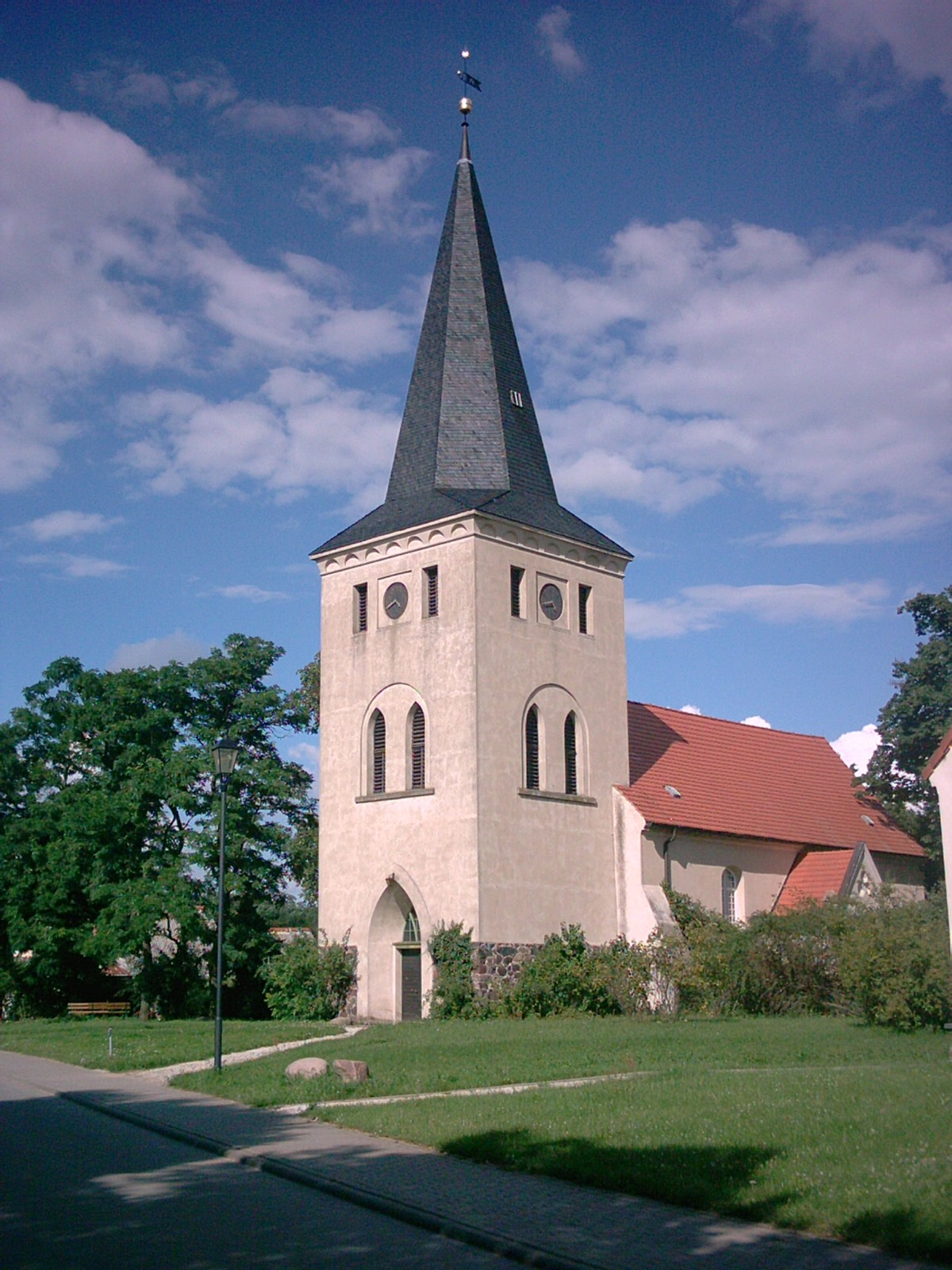
Vue de l'église évangélique-luthérienne d'Alt Madlitz, datant du Moyen Âge, rénovée au début du XIXe siècle

Madlitz-Wilmersdorf était une commune du Brandebourg, au sud-est de Berlin, faisant partie de l'arrondissement d'Oder-Spree. Elle comprenait les villages d'Alt Madlitz (connu pour son château d'Alt Madlitz), de Falkenberg et de Wilmersdorf. Sa population était de 729 habitants au 31 décembre 2008.
Au 1er janvier 2014, Madlitz-Wilmersdorf fut intégré dans la commune de Briesen (Mark).

## Géographie
La commune se trouve dans une région de forêts et de champs de céréales, traversée par la Spree.

## Architecture
- Château d'Alt Madlitz, XVIIIe siècle
- Église d'Alt Madlitz, Moyen Âge et XIXe siècle, avec les stèles funéraires des seigneurs de Wulfen (XVIIe siècle) et les blasons des Finck von Finckenstein.
- Église de Falkenberg
- Église de Wilmersdorf, néogothique (1881-1883)